# Atara Kačeri
Atara Kačeri v Bangaloreju v Indiji je sedež glavnega sodišča Karnataka High Court, najvišjega sodnega organa v zvezni državi Karnataka. To je neoklasicistična stavba iz rdeče pobarvanega kamna in opeke v parku Cubbon, ob cesti dr. B. R. Ambedkarja nasproti Vidhana Soudha. Pred tem je bil v njej sekretariat Kneževine Misore in nato neodvisne indijske države Misore.

## Ime
Kneževina Misore je imela sekretariat z osemnajstimi upravnimi oddelki, ki ga je leta 1701 ustanovil Devaraja Vadijar II., ki se je zgledoval po slogu vladanja mogulskega cesarja Aurangzeba. Sekretariat se je imenoval Atara Kačeri, pri čemer Atara pomeni 'osemnajst', Kačeri pa 'oddelek' v hindijščini.
Ko se je sekretariat leta 1868 preselil v stavbo, ki se je imenovala Javni uradi, se je sama stavba začela imenovati Atara Kačeri. Stavba se je imenovala tudi Bowring Buildings in Bowring Atara Kačeri po britanskem komisarju Misoreja, Lewinu Benthamu Bowringu, ki je ukazal njeno gradnjo.

## Zgodovina
Osemnajst oddelkov prihodkov in generalnega sekretariata Misoreja je delovalo v poletni palači Tipu Sultana v Bangaloreju od leta 1831, med vlado britanskih komisarjev Misoreja. Palača je bila neprimerna zaradi pomanjkanja prostora, saj so se pisarne močno povečale, odkar so jih prvič preselili tja, in zaradi bojazni, da bi se stavba zrušila. Poleg tega je bila palača oddaljena od britanskega kantona in razpršena narava pisarn v kampusu palače je veljala za nadlogo.
Načrti za novo stavbo z vsemi pisarnami pod eno streho so bili pripravljeni leta 1857, vendar se projekt ni mogel nadaljevati zaradi indijskega upora tistega leta. Nadaljnji načrti so bili pripravljeni pozneje, leta 1860, vendar jih je indijska vlada zavrnila. Revidiran načrt Richarda Sankeyja, glavnega inženirja Misoreja, je bil sprejet in komisar Misoreja, Lewin Bentham Bowring, je ukazal gradnjo nove stavbe.
Naročilo za gradnjo konstrukcije je bilo dodeljeno gospodom Wallace and Co., ki je delo oddalo podizvajalcem Arcotu Narrainswamyju Mudaliarju in Bansilalu Ramrathanu. Gradnja se je začela oktobra 1864. Mesto, ki ga je prvotno izbral Mark Cubbon in je bilo obrnjeno proti prostoru za parade kantona Bangalore in je imelo več balvanov in globoke potoke vode. S premagovanjem teh težav je bila gradnja zaključena aprila 1868 s skupnimi stroški Rs. 4.27.980, od tega Rs. 3.68.981 je bilo za gradnjo, ostalo pa za nakup in izravnavo zemljišča.
Zgrajeni sta bili dve razširitvi stavbe. Leta 1917 je bil zgrajen prizidek, leta 1995 pa je bila izvedena večja razširitev celotne stavbe v enakem arhitekturnem slogu kot izvirnik.

### Uporaba
Po zaključku gradnje se je v stavbo preselilo osemnajst upravnih oddelkov kneževine. Poleg sekretariata je bilo v stavbi tudi višje sodišče v Misoreju in pisarna komisarja v Misoreju, kasneje pa urad Devana v Misoreju.

### Po indijski neodvisnosti
V stavbi sta bila še naprej višje sodišče in sekretariat, potem ko je Misore leta 1947 pristopil k Indiji. Bangalore je postal glavno mesto nove države Misore in vsaka hiša zakonodajne skupščine Misore je imela svoje seje v tretjem nadstropju Atara Kačeri, skupne seje pa so potekale v mestni hiši Bangalore. Sodišče je zasedlo celotno stavbo, potem ko sta se zakonodajalec in sekretariat leta 1956 preselila v novozgrajeno Vidhana Soudha.
Sodišče se je preimenovalo v višje sodišče Karnatake, ko je bilo leta 1973 ime države Misore spremenjeno v Karnataka.

## Arhitektura
Atara Kačeri ima dve nadstropji. Stene spodnje etaže so zgrajene iz kamna gnajs v ometu (vrsta indijskega cementa), zgornje etaže pa iz opeke v ometu. Glavna stavba je z vseh strani obdana s portiki in verandami. Celotna stavba je ometana in pobarvana z rdečo oker barvo. Verande preprečujejo, da bi neposredna sončna svetloba dosegla večji del glavnega dela stavbe; kljub temu so prostori dobro osvetljeni in prezračeni.
Stavba je zgrajena v neoklasicističnem slogu, z jonskimi portiki na pročeljih vsakega krila in s krili, povezanimi z arkadnimi podaljški. Portiki na obeh straneh osrednjega krila imajo po dvanajst jonskih stebrov. Vrhovi strešnikov kril so oblikovani v slogu grških strešnikov.